# Herman Lindholm

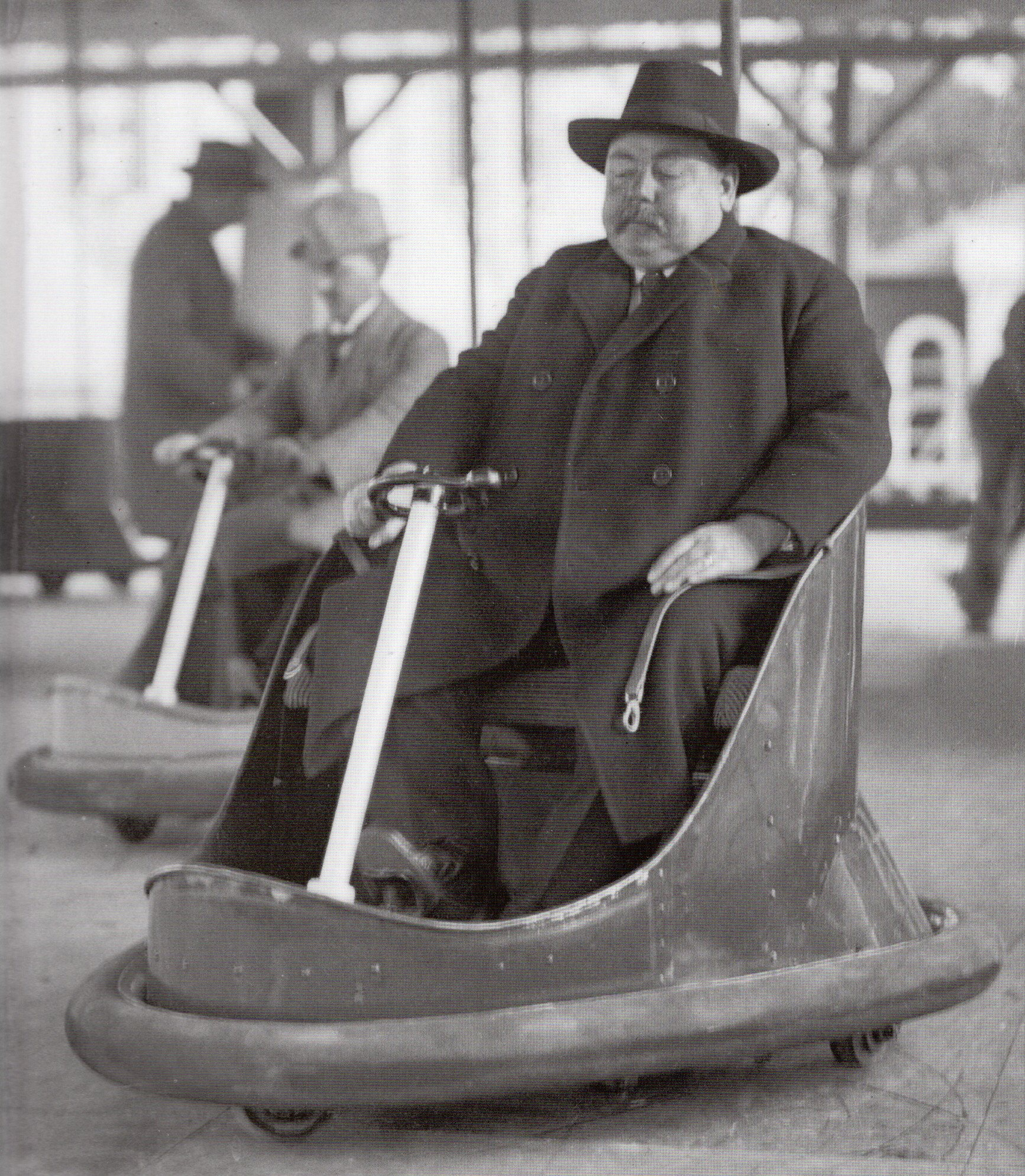
Lindholm kör radiobil på Liseberg

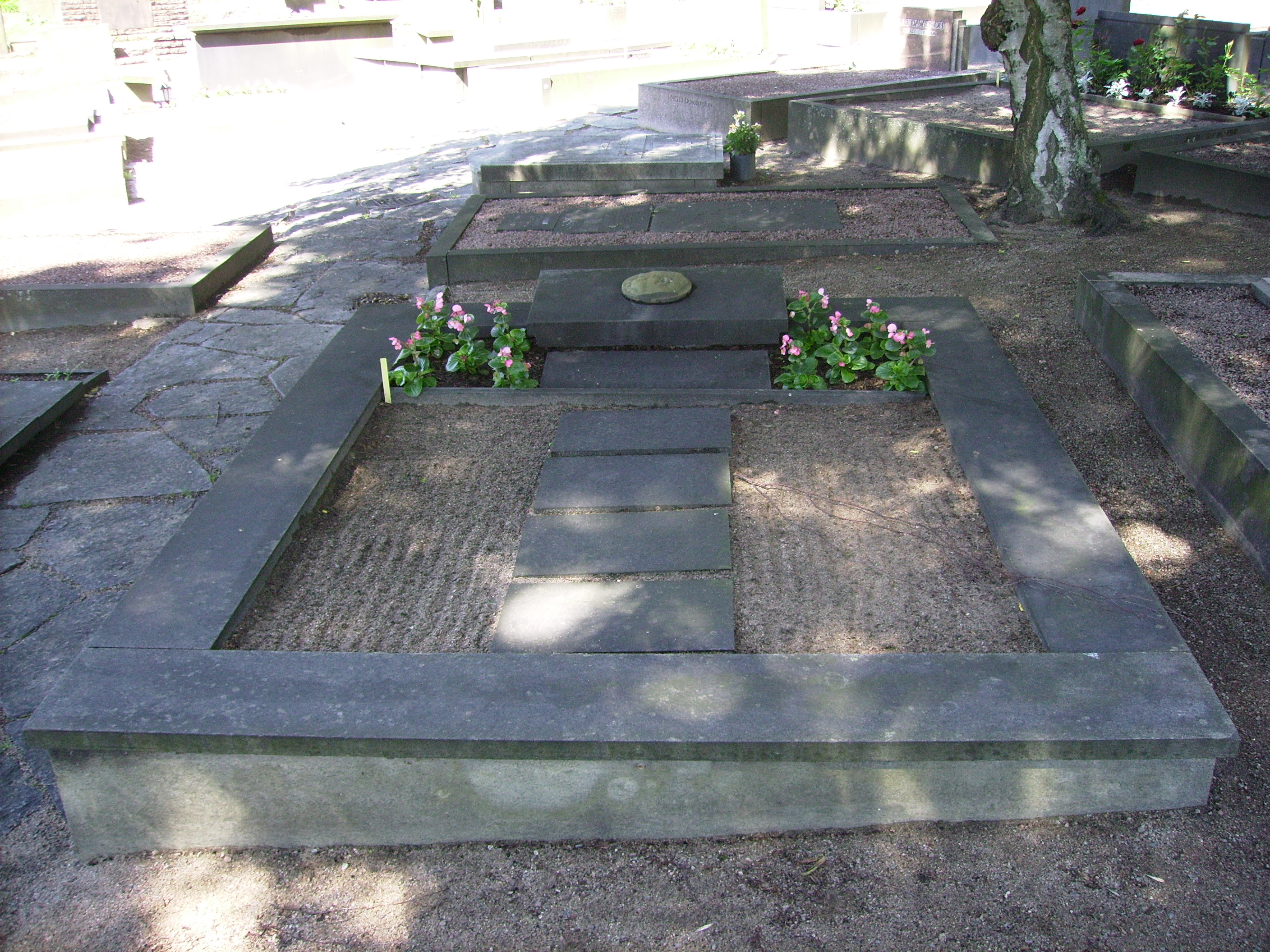
Herman Lindholms gravvård på Örgryte gamla kyrkogård.

Nils Herman Lindholm, född 17 mars 1875 i Karoli församling i Malmö, död 24 december 1955 i Örgryte i Göteborg, var en svensk snickare och socialdemokratisk kommunpolitiker. Han är kanske mest känd som grundare av nöjesfältet Liseberg; han var dess direktör 1932–1942.

## Biografi
Lindholm växte upp under enkla förhållanden i kvarteret Möllebacken i Malmö tillsammans med tre syskon. Fadern arbetade som timmerman. Efter tre år i folkskola och tjänst som vallpojke 1887–1889 var Herman Lindholm möbelsnickarlärling i Malmö 1890–1895, möbelsnickargesäll i Stockholm 1895–1897, i Norrköping, Örebro, Karlstad, Uppsala, Umeå, Luleå och Malmberget 1897–1899 och i Göteborg 1899–1908. 
Lindholm reste kring 1900 runt i Sverige som agitator för att få fler att ansluta sig till en fackförening inom Svenska träarbetareförbundet. Han kom som agitator till Göteborg och blev sedan engagerad i Göteborgs arbetarrörelse. Han var ombudsman för träarbetarnas samorganisation i Göteborg 1900, ordförande i Göteborgs arbetarekommun 1901–1908, kamrer vid Göteborgs arbetareförening 1908–1950 samt verkställande direktör för Lisebergs AB 1932–1942. 
På Skolgatan 35 intill Folkets hus fanns Göteborgs arbetarekommuns expedition och bibliotek samt Lindholms bostad. Lindholm fick ansvaret för biblioteket som till stora delar var efterlämnade böcker ur Fredrik Sterkys samling.

### Kommunpolitiker
Lindholm var ledamot av Göteborgs stadsfullmäktige 30 november 1906 till 1926, varav som vice ordförande 10 april 1919 till 1923 och ordförande 1924–1926. Han var även ledamot av styrelsen för arbetsförmedlingen i Göteborg 1902–1903 och 1906–1907, av drätselkammarens andra avdelning 1915–1924, varav som ordförande 1919–1924, av styrelsen för Bostads AB Framtiden 1915–1935, varav som verkställande ledamot i styrelsen 1915–1935 och ordförande 1926–1935, av styrelsen för Bostads AB Nutiden 1917–1950, hela tiden som vice ordförande. 
Han var ledamot av styrelsen för Göteborgs Frihamns AB 1920–1934, hela tiden som vice ordförande, av styrelsen för Slottsskogsvallen 1923–1925, av järnvägsrådet 1923–1925, av styrelsen för Göteborgs Restaurant AB 1923–1925, av styrelsen för AB Göteborgssystemet 1923–1929, av styrelsen för Göteborgs Flyghamns AB (senare Torslanda flygfält) 1923–1942, varav som ordförande 1929–1942, av styrelsen för Olof och Caroline Wijks stiftelse 1925–1945, varav som vice ordförande 1939–1945, av styrelsen för Lisebergs AB 1925–1943, varav som ordförande 1925–1930 och av byggnadsnämnden 1927–1934.
Lindholm var huvudman för Göteborgs Sparbank 1925–1938, revisor för AB Göteborgssystemet 1907–1909, för drätselkammaren i Göteborg 1912–1913 och för AB Göteborgs Skeppsdockor 1915–1917. Han var ordförande i styrelsen för AB Folkets Hus från 1905, i styrelsen för Föreningen Göteborgs koloniträdgårdar 1905–1930, i AB Radiotjänsts Göteborgskommitté, i Aeroklubben, i Göteborgs Flygsällskap och i Ekedalens Bostadsförening samt vice ordförande i Byggnadsföreningen Haga och Byggnadsföreningen Redbergsgården.

### Liseberg
Lindholm hade redan 1903 startat folkparken Krokängsparken i Eriksberg vid egendomen Sannegården på Hisingen. Den drevs av Göteborgs arbetarekommun och blev Göteborgs första folkpark samt en direkt föregångare till Liseberg. I samband med Göteborgs jubileumsutställning var han drivande kraft till att skapa nöjesfältet Liseberg och till att området blev kvar efter utställningens slut. Som Lisebergsdirektör förde Lindholm en publikvänlig prispolitik. Under hans tid kunde publiken avnjuta världsstjärnor som Maurice Chevalier och Marlene Dietrich för 1 krona och 25 öre. Han efterträddes som Lisebergsdirektör den 1 juli 1942 av Einar Ekström, som tidigare arbetade inom försäkringsbranschen. Lindholm var initiativtagare till revyteatern Veckans Revy, som låg på Lisebergs område.

### Utmärkelser och eftermäle
Han har fått Herman Lindholms Torg vid Liseberg Grand Curiosa Hotel i Göteborg uppkallat efter sig och på området finns även en byst av Lindholm.

Lindholm mottog Göteborgs stads förtjänsttecken den 4 juni 1948.
I samband med Göteborgs 400-årsjubileum år 2021 utnämnde Göteborgs-Posten Lindholm till tidernas mäktigaste göteborgare. Lindholm var ofta drivande i allt av betydelse i staden och enligt uppgift har ingen i Göteborgs historia haft fler förtroendeuppdrag än Herman Lindholm.

## Familj
Föräldrar var timmergesäll Jöns Håkansson Lindholm och Bengta Nilsdotter. Herman Lindholm gifte sig den 30 maj 1902 i Göteborg med Emilia Josefina Gustafsson (1879–1966), dotter till Carl Fredrik Gustafsson och Albertina Josefina Jonsson.
Herman Lindholms gravvård återfinns på Örgryte gamla kyrkogård.